# Csendes Zoltán
Csendes Zoltán (Kolozsvár, 1924. november 3. – Kolozsvár, 1959. május 3.) erdélyi magyar statisztikus, egyetemi tanár.

## Élete
Kolozsváron kezdte tanulmányait, itt is érettségizett, majd Budapesten, elektromérnöki karon folytatta és végül Temesváron szerzett diplomát. Közben Kolozsváron elvégezte a közgazdaságtudományi egyetemet is. 1948-ban doktorált, majd a Bolyai Tudományegyetemen a Statisztikai Tanszék vezetője volt. 1951-től a bukaresti közgazdaságtudományi főiskola igazgatója lett, később az általa megszervezett statisztikai főiskolát vezette. 1954-ben visszatért Kolozsvárra, ahol újra a Bolyai Egyetemen tanított, ahol rektorhelyettes is volt. Szaktanulmányokat tett közzé a mezőgazdasági és ipari termelés mutatóiról, valamint a statisztika elméleti kérdéseiről. Miután a román politikai vezetés beolvasztotta a Bolyai egyetemet a Babeșbe, Szabédi László példáját követve tiltakozásul öngyilkos lett. A Házsongárdi temetőben helyezték örök nyugalomra.